# Club de Remo Algorta
Algorta Arraun Taldea (en euskera, Club de Remo Algorta) fue un club de remo de Guecho que se fundó el 26 de noviembre de 1966 y que desapareció en el año 2008.

## Trayectoria
Durante los años 80 vivió sus mejores años, clasificándose en dos ocasiones (1980 y 1982) para la Bandera de la Concha, siendo tercero en el Campeonato de España de traineras en 1982 y del Campeonato del País Vasco de Traineras en 1981 y segundo del Campeonato de Vizcaya de Traineras en 1982.
- Datos: Q2980074